# Joe Ruddy
Joe Ruddy (n. 28 septembrie 1878, New York City, New York, SUA – d. 11 noiembrie 1962, Far Rockaway⁠(d), Queens, New York, SUA) a fost un înotător ce a reprezentat Statele Unite ale Americii, medaliat olimpic. A participat la o ediție a Jocurilor Olimpice (1904) în care a câștigat două medalii de aur.